# Chicho

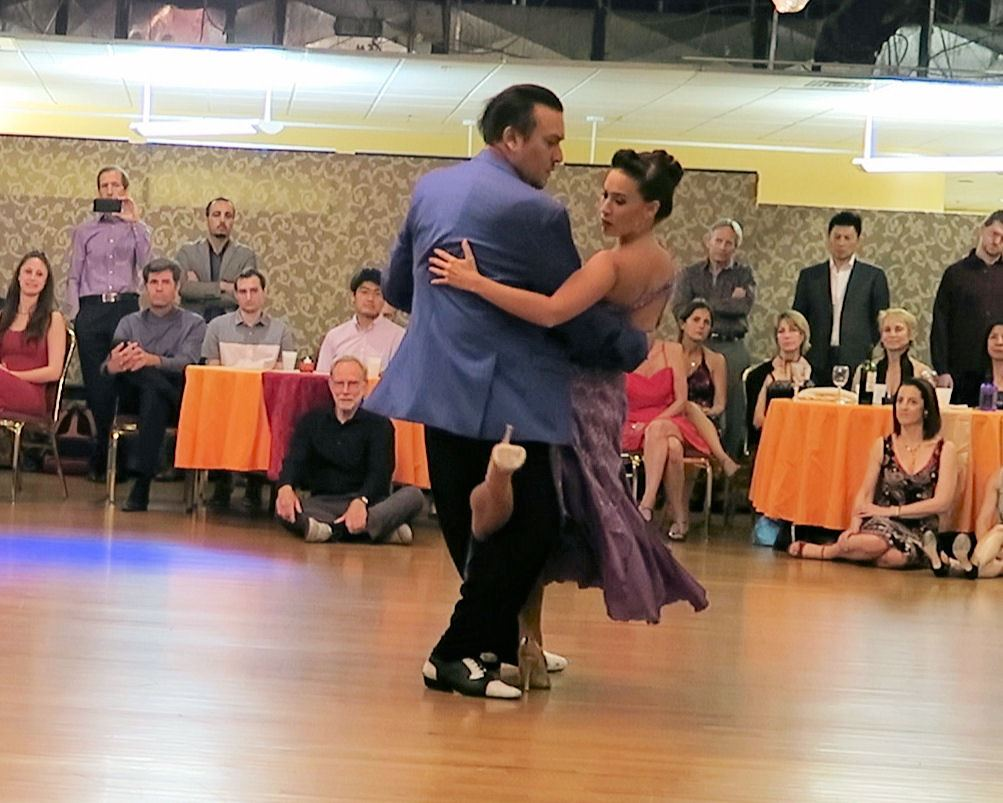
Chicho och Juana Sepúlveda (2016)

Mariano "Chicho" Frúmboli från Argentina är en av världens mest berömda tangodansare. Han är elev till Gustavo Naveira och räknas som en av tango nuevons främsta innovatörer. Hans uppvisningar är ytterst sparsamt koreograferade och bygger nästan helt på improvisation. Med frisyr från sin tid som hårdrockstrummis, originell klädsel och en kraftigare kropp än vad man oftast ser i professionella tangosammanhang sticker han ut utseendemässigt, men det är genom sin rytmkänsla, improvisationsförmåga och uppfinningsrikedom som han har gjort sig ett namn. 

## Biografi
Chicho Frúmboli började studera musik 1984. Från 1992 till 1998 studerade han teater i Buenos Aires.
Chicho Frúmboli turnerar sedan 1999 runt i världen och ger uppvisningar och workshops. Bland hans tidigare danspartner finns Lucia Mazer, som han startade sin internationella karriär med, samt Eugenia Parrilla, som han undervisade med mellan 2003 och 2006. Sedan 2007 är Juana Sepúlveda hans danspartner.